# Щербовский
Щербовский —  посёлок в Болховском районе Орловской области России. Административный центр Михнёвского сельского поселения. Население 165 человек (2010), 164 человек (к 2018 г.).

## География
Щербовский находится в северной части Орловской области, в лесостепной зоне, в пределах центральной части Среднерусской возвышенности.
Географическое положение
в 12 км — административный центр района город Болхов
Климат
близок к умеренно-холодному, количество осадков является значительным, с осадками в засушливый месяц. Среднегодовая норма осадков — 627 мм. Среднегодовая температура воздуха в Болховском районе — 5,1 °C.
Часовой пояс
Посёлок Щербовский, как и вся Орловская область, находится в часовой зоне МСК (московское время). Смещение применяемого времени относительно UTC составляет +3:00.

## Население
| 2002 | 2010 |
| ---- | ---- |
| 183  | ↘165 |

возрастной состав
По данным администрации Михнёвского сельского поселения, опубликованным в 2017—2018 гг., в посёлке проживает в 52 домах 164 жителя,  среди них: 10 человек до 7 лет, 20 человек от 7 до 18 лет, 26 человек от 18 до 30 лет, от 30 до 50 лет — 60 чел., от 50 до 60 лет — 27 чел., свыше 60 лет — 21 лет
Национальный состав
Согласно результатам переписи 2002 года, в национальной структуре населения русские составляли 80 % из общей численности населения в 183человек

## Инфраструктура
Развито сельское хозяйство.

## Транспорт
Через посёлок проходит автодорога федерального значения Р-92.
Просёлочные дороги.

## Великая Отечественная война[9]
На территории посёлка расположена братская могила, в которой захоронены 365 погибших в боях защитников родины. 

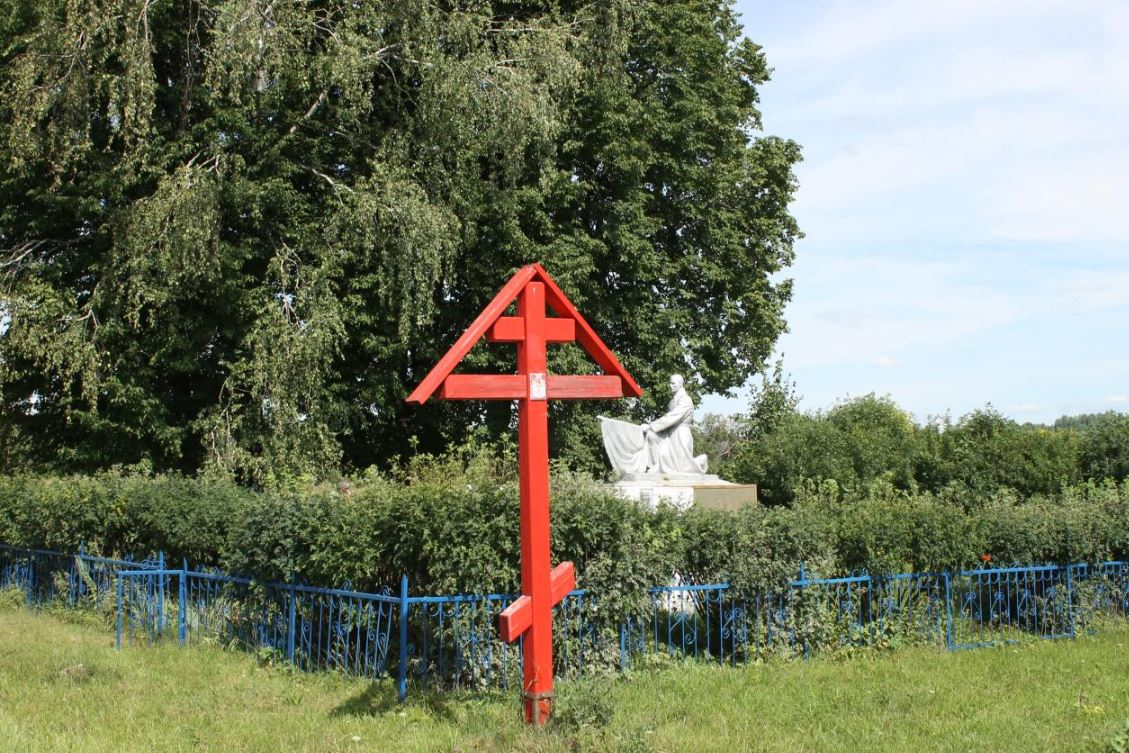
Братская могила (Щербовский)

В братской могиле захоронены воины из 97, 148, 223, 283, 355, 356 стрелк.дивизий, 31 гв. арт.полка.
Шествует над захоронением Михневская восьмилетняя школа.